# 甲酸铅
甲酸铅是铅的甲酸盐，化学式为Pb(HCO2)2。

## 制备及性质
甲酸铅可由碳酸铅和甲酸反应得到：
PbCO3 + 2 HCOOH → Pb(HCO2)2 + H2O + CO2↑
甲酸铅在氮气下，500 K以上开始分解，经过碳酸铅、碱式碳酸铅，最终于565~635 K得到氧化铅和铅的混合物。